# 隆高馬車軌道
隆高馬車軌道（るたかばしゃきどう）とは、かつて樺太留多加郡留多加町の留多加駅から同三郷村の多蘭内駅の間を結んでいた私鉄である。

## 路線
- 路線距離：留多加 - 西留多加 - 伏子浜 - 利良 - 多蘭内間：15.3km、留多加 - 川口間：3.4km
- 軌間：762mm
- 電化区間：なし（全線非電化）

## 沿革
- 1930年（昭和5年）7月：留多加 - 多蘭内間が開業[1]。
- 1933年（昭和8年）：留多加 - 川口間が開業[2]。
- 1935年（昭和10年）：廃止。